# 제니퍼 백스터
제니퍼 백스터(Jennifer Baxter, 1976년 1월 1일 ~ )는 캐나다의 배우이다.
밴쿠버에서 태어났다.

## 영화
- 라이트 카인드 오브 롱 (2013년) - 질 역
- 쿠퍼스 카메라 (2008년)
- 다크 워터 (2005년)
- 랜드 오브 데드 (2005년) - 넘버 나인 역
- 햄 & 치즈 (2004년)
- The Republic of Love (2003) - 팻시 역
- JFK Jr. 스토리 (2003년) - 로렌 베셋 역
- 디텐션 (2003년)
- 넉어라운드 가이스 (2001년)
- 아포칼립스 3 - 트리버레이션 (2000년)
- 프리퀀시 (2000년)